# Trentepohlia taylori
Trentepohlia taylori là một loài ruồi trong họ Limoniidae. Chúng phân bố ở miền Australasia.